# Torneo Memorial Valeri Lobanovski
El Torneo Memorial Valeriy Lobanovskyi fue un torneo de fútbol que se realizó en Ucrania de 2003 a 2018 en homenaje a Valeriy Lobanovskyi, quien murió en 2002 y por eso el torneo tenía el título de Memorial.
El torneo fue ideado por el FC Dinamo Kiev y la mayoría de los partidos se jugaron en el Estadio Lobanovsky Dynamo de la ciudad de Kiev.

## Historia
La primera edición del torneo se jugó en 2003 y contaba con la participación de 4 equipos, los cuales se enfrentaban en semifinales y los ganadores se enfrentaban en una final, mientras que los perdedores jugaban por el tercer lugar.
En las dos primeras ediciones participaban clubes de fútbol, pero a partir de la edición de 2005 participaban selecciones mayores, pero solo fue en esa edición ya que desde la edición de 2006 participaron selecciones con límite de edad, principalmente categoría preolímpica de Europa, aunque también lo hicieron selecciones sub-20.
A nivel de clubes el máximo ganador fue el FC Dynamo Kiev de Ucrania que ganó las dos ediciones de clubes, mientras que a nivel de selecciones los más ganadores fueron Polonia (en categorías diferentes), Israel y Eslovenia que lo ganaron en dos ocasiones.

## Sumario

### Torneo de Clubes
| Temporada | Campeón     | Finalista        | Tercer Lugar | Cuarto Lugar     | Goleador(es)                              |
| --------- | ----------- | ---------------- | ------------ | ---------------- | ----------------------------------------- |
| 2003      | Dynamo Kiev | Shakhtar Donetsk | CSKA Moscow  | Lokomotiv Moscow | Diogo Rincón (FC Dynamo Kiev) 2 goles     |
| 2004      | Dynamo Kiev | Sheriff Tiraspol | Skonto Riga  | Dinamo Tbilisi   | Maksim Shatskikh (FC Dynamo Kiev) 2 goles |

### Selecciones Nacionales
| Temporada | Campeón | Finalista | Tercer Lugar | Cuarto Lugar | Goleador(es) |
| --------- | --- | --- | --- | --- | --- |
| 2005      | Polonia | Israel | Ucrania | Serbia y Montenegro | Grzegorz Rasiak – 3 goles |
| 2006      | Israel | Bielorrusia | Ucrania | Moldavia | Kiril Pavlyuchek – 3 goles |
| 2007      | Israel | Serbia | Ucrania | Moldavia | Itay Shechter – 2 goles |
| 2008      | Polonia | Bulgaria | Ucrania | Irlanda del Norte | Marcin Wodecki y Serhiy Kravchenko – 2 goles |
| 2009      | Ucrania | Turquía | Alemania | Irán | 9 jugadores – 1 gol |
| 2010      | Rusia | Irán | Ucrania | Turquía | Andriy Bohdanov – 2 goles |
| 2011      | Uzbekistán | Ucrania | Serbia | Israel | 5 jugadores – 1 gol |
| 2012      | Eslovaquia | Montenegro | Ucrania | Bielorrusia | 7 jugadores – 1 gol |
| 2013      | Austria | Ucrania | República Checa | Eslovenia | Toni Vastić – 2 goles |
| 2014      | Originalmnte se iba a jugar en Donetsk, pero debido a la guerra del Dombás el torneo fue temporalmente suspendido y trasladado a Kiev antes de que se cancelara totalmente por el abandono de Irán. | Originalmnte se iba a jugar en Donetsk, pero debido a la guerra del Dombás el torneo fue temporalmente suspendido y trasladado a Kiev antes de que se cancelara totalmente por el abandono de Irán. | Originalmnte se iba a jugar en Donetsk, pero debido a la guerra del Dombás el torneo fue temporalmente suspendido y trasladado a Kiev antes de que se cancelara totalmente por el abandono de Irán. | Originalmnte se iba a jugar en Donetsk, pero debido a la guerra del Dombás el torneo fue temporalmente suspendido y trasladado a Kiev antes de que se cancelara totalmente por el abandono de Irán. | Originalmnte se iba a jugar en Donetsk, pero debido a la guerra del Dombás el torneo fue temporalmente suspendido y trasladado a Kiev antes de que se cancelara totalmente por el abandono de Irán. |
| 2015      | Eslovenia | Ucrania | Grecia | Moldavia | Luka Zahović y Nikolaos Ioannidis – 2 goles |
| 2016      | Israel | Serbia | Ucrania | Austria | 14 jugadores – 1 gol |
| 2017      | Finlandia | Ucrania | Montenegro | Eslovenia | Nikola Krstović – 2 goles |
| 2018      | Eslovenia | Israel | Grecia | Ucrania | Jan Mlakar – 3 goles |